# All India Trinamul Congress
All India Trinamul Congress jest partią polityczną w Indiach. Powstała 23 grudnia 1997 w wyniku rozłamu w Partii Kongresowej. Liderem partii jest Mamata Banerjee. Młodzieżówką partii jest Trinamool Youth Congress.
W wyborach parlamentarnych w 2004 roku partia uzyskała 8 047 771 głosów (2.1%, 2 mandaty). Wynik ten poprawiła w 2009 roku uzyskując 13 355 986 głosów (3,20%) i 19 mandatów. W 2011 r. Trinamul Congress wygrał wybory do parlamentu stanowego Bengalu Zachodniego uzyskując większość absolutną - 184 mandaty z 294. Przewodnicząca partii Mamata Banerjee została premierem stanu. Zwycięstwo Trinamul Congress zakończyło 34-letnie rządy komunistów w Bengalu Zachodnim. W maju 2016 r. Trinamul Congress odniósł kolejne zwycięstwo w wyborach do parlamentu stanowego zapewniając sobie rządy w Bengalu Zachodnim na kolejną kadencję.
Trinamul Congress należy do rządzącej w Indiach do 2014 r. koalicji Zjednoczony Sojusz Postępowy (UPA) razem z Partią Kongresową. Od wyborów parlamentarnych w 2014 r. koalicja ta jest w opozycji.                      

## Liderzy
- Mamata Banerjee
- Krishna Basu
- Sonali Guha
- Kakali Ghosh Dastidar
- Shovandeb Chattopadhya
- Amar Banerjee
- Sultan Ahmed
- Chitta Mondal
- Biman Banerjee
- Gobinda Chandra Naskar
- Partha Chatterjee
- Javed Ahmed Khan
- Sadhan Pande
- Tapas Pal
- Jyotipriya Mallick
- Swapan Sadhan Bose